# Atretium yunnanensis
Atretium yunnanensis là một loài rắn trong họ Colubridae. Loài này được Anderson mô tả khoa học đầu tiên năm 1879.